# Hinzuanius
Genre
Synonymes
- Acrobiantes Roewer, 1915
- Biantica Roewer, 1949
- Biantula Roewer, 1949
- Biantula Roewer, 1949
- Hovabiantes Lawrence, 1959

Hinzuanius est un genre d'opilions laniatores de la famille des Biantidae.

## Distribution
Les espèces de ce genre se rencontrent en Afrique de l'Est.

## Liste des espèces
Selon World Catalogue of Opiliones (10/10/2021) :
- Hinzuanius africanus Pavesi, 1884
- Hinzuanius comorensis (Roewer, 1949)
- Hinzuanius flaviventris (Pocock, 1903)
- Hinzuanius gracilis (Roewer, 1949)
- Hinzuanius indicus (Roewer, 1915)
- Hinzuanius insulanus Karsch, 1880
- Hinzuanius littoralis (Lawrence, 1959)
- Hinzuanius madagassis (Roewer, 1949)
- Hinzuanius mauriticus Roewer, 1927
- Hinzuanius milloti (Fage, 1946)
- Hinzuanius pardalis (Lawrence, 1959)
- Hinzuanius parvulus Hirst, 1911
- Hinzuanius pauliani (Lawrence, 1959)
- Hinzuanius tenebrosus (Lawrence, 1959)
- Hinzuanius vittatus (Simon, 1885)

## Publication originale
- Karsch, 1880 : « Arachnologische Blätter (Decas I). IX. Neue Phalangiden des Berliner Museums. » Zeitschrift für die gesammten Naturwissenschaften, vol. 53, p. 400–404.